# 大野寿美
大野 寿美（おおの ひさみ、1980年8月30日 - ）は、中京圏を拠点に活動する日本のタレント。愛知県在住。既婚者で1児の母。

## 来歴
和歌山県東牟婁郡那智勝浦町出身（生まれは兵庫県芦屋市）。和歌山県立新宮高等学校卒業。高校時代にはテニス部に所属していた。
2004年秋から2008年3月31日まで東海ラジオのレポートドライバーを務めていた。その後は、日本各地のラジオ局で放送の『痛快！バッチリラジオ』とZIP-FMの番組内で放送の『ラジオショッピングプレミア』を中心に活動している。

## 人物
釣りが趣味。特にイカ釣りが好きで、「墨ガール」の異名を取る。東海・北陸地方限定の『イカプラス』というイカ釣り情報誌の表紙を飾ったこともある。